# سیگار برگ

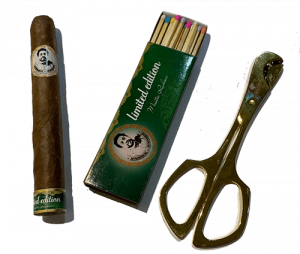
شکل ظاهری سیگار برگ

سیگار برگ (به انگلیسی: Cigars) به لوله بزرگ مجتمع از تنباکو گفته می‌شود که در داخل یک برگ قرار می‌گیرد. سیگار برگ را همانند سیگار استفاده می‌کنند. این سیگار را اوایل قرن اوّل میلادی سرخ پوستان استفاده می‌کردند، البته سیگارِ مرسوم در ایران، در انگلیسی سیگارت (Cigarette) نام دارد و سیگار برگ به صورت سیگار (Cigar) تلفظ می‌شود.

## تاریخچهٔ سیگار برگ
تمدن‌های باستانی مکزیک و آمریکای مرکزی، به ویژه سرخپوستان مایا و آزتک، از برگ‌های تنباکو به عنوان یک عنصر مهم در فرهنگ و مراسمات خود استفاده می‌کردند. برگ‌های تنباکو برای دود کردن در مراسم‌های مذهبی، جشن‌ها، و روایات مهم مورد استفاده قرار می‌گرفتند.
این اقوام باور داشتند که دود تنباکو نه تنها به عنوان یک سیگنال برای ارواح، بلکه به عنوان یک وسیله متصل‌کننده با دنیای ارواح عمل می‌کند. دود تنباکو در مراسمات مختلف، از جمله جشنواره‌ها و مراسم اهدا، نقش مهمی در ایجاد ارتباط با ارواح، خدایان، و قوای ماوراوی معتبر بود.
این باورها و سنت‌های باستانی به تدریج با گذر زمان به دیگر فرهنگ‌ها و مناطق منتقل شدند. اکتشاف توسط کریستف کلمب، باعث ورود تنباکو به اروپا و بعداً به سایر نقاط جهان شد و دود کردن تنباکو به یک عنصر جذاب و پرطرفدار در فرهنگ‌ها و تاریخچه‌های مختلف تبدیل شد. این سفر تاریخی از باستان تا به امروز نشان‌دهنده ارتباط عمیق بین انسان و تنباکو به عنوان یک عنصر مذهبی و فرهنگی است.

### ورود سیگار به دنیای مدرن
اگرچه ریشه‌های سیگار کشیدن ناشناخته است، اما اولین بار کاوشگران اروپایی هنگام مواجهه با مردم بومی تاینو در کوبا در سال ۱۴۹۲، سیگار کشیدن را مشاهده کردند. در حالی که تنباکو به طور گسترده در بین بسیاری از مردم بومی جزایر کارائیب رواج داشت، اما قبل از کشف دنیای جدید در قرن پانزدهم، برای اروپایی‌ها کاملاً ناآشنا بود.
کریستف کلمب برای اولین بار توتون را به اروپا معرفی کرد. دو تن از ملوانان کریستف کلمب که در بسیاری از سفرها او را همراهی می‌کردند رودریگو دی جرز و و لوئیس دی تورز برای اولین بار توتون را در جزیره هیسپانیولا مشاهده کردند. بومیان منطقه به رسم دوستی سیگار برگ به آنها تعارف کردند و آنها نیز آن را پذیرفتند. البته دلیل پذیرش آنها عطر گیرا و بسیار عجیب این ماده مخدر برای آنها بوده است.
از آن پس توتون و تنباکو به‌طور گسترده‌ای در جزیره کارائیب مرسوم گشت. سپس همین ملوانان دوباره این ماده مخدر را در کوبای امروزی مشاهده کردند. در خاطرات این ملوانان از سیگار برگ به صورت برگ‌های پیچیده شده در هم که خشک گردیده‌اند و از آن دود زیادی بلند می‌شود یاد شده است. در همین حال اکثر ملوانان اسپانیایی کریستف کلمب از سیگار استفاده می‌کردند و این رسم در بین سایر ملوانان نیز شایع گشته بود. سیگار بدین ترتیب وارد اسپانیا و پرتغال گردید. از آن پس از سیگار توسط ژان نیکوت، سفیر وقت فرانسه در پرتقال به فرانسه برده شد. سپس به ایتالیا راه یافت و از آنجا توسط سروالتر رالی به آمریکای (کنونی) و انگلستان راه یافت. اکنون تمام اروپا با استعمال سیگار آشنا شده بود و در اواسط قرن شانزدهم به امری رایج در انگلستان تبدیل شد.
در سده نوزدهم میلادی هنوز سیگار کالایی کمیاب است ولی استعمال آن شایع گردیده است. در سال ۱۹۰۵ بیش از ۸۰۰۰۰ کارخانه کوچک تولید سیگار برگ در آمریکا وجود داشت که اغلب آنها مغازه‌ها یا کارخانجات کوچکی بودند که به صورت خانوادگی اداره می‌شدند.
در آغاز از توتون و تنباکو به عنوان یک ماده دارویی یاد می‌شد. در سال ۱۵۹۲ میلادی کشتی بادبانی سان کلمنه ۵۰ کیلوگرم از بذر آن را به ارمغان آورد. از آن پس از بذر توتون توسط مبلغان کاتولیک به دلیل آب و هوای بسیار مناسب به فیلیپین منتقل و کشت گردید. پادشاه ادوارد یکی از طرفداران پروپا قرص سیگار به‌شمار می‌آید. البته در حال حاضر کارخانه‌ای با نام کینگ ادوارد به یادبود توجه این شخص به سیگار برگ، در حال تولید سیگار برگ می‌باشد. گرانت رئیس‌جمهور آمریکا، زیگموند فروید و وینستون چرچیل و مارک توین را می‌توان از بزرگ‌ترین طرفداران سیگار برگ دنیا به شما آورد. تقریباً در تمام عکس‌های به جا مانده از این اشخاص، در حال استعمال سیگار برگ هستند.
از سال ۱۹۰۵ حدود ۸۰۰۰۰ کارخانه سیگارسازی در ایالات متحده وجود داشت که بیشتر آنها مغازه‌های کوچک و خانوادگی بودند که در آنها سیگارها پیچیده و بلافاصله فروخته می‌شدند. در حالی که اکنون بیشتر سیگارها با دستگاه ساخته می‌شوند، برخی از آنها، به دلیل اعتبار و کیفیت به ویژه در آمریکای مرکزی و کوبا و همچنین در چینچال‌های کوچک در شهرهای بزرگ ایالات متحده با دست پیچیده می‌شوند. در ایران ماسترو رحیمی اولین کسی است که به صورت حرفه ای سیگار برگ پیچیده است.  ویسنته مارتینز ایبور در نزدیکی شهر کوچک تامپا، فلوریدا بزرگترین کارخانه سیگار جهان در آن زمان را در شهر جدید شرکت ایبور سیتی ساخت. ایگناسیو هایا، رقیب دوستانه و مالک فلور د سانچز ای هایا، در همان سال کارخانه خود را در همان نزدیکی ساخت و بسیاری از تولیدکنندگان سیگار دیگر نیز به دنبال او رفتند، به خصوص پس از آتش‌سوزی سال 1886 که بخش زیادی از کی وست را سوزاند. هزاران تاباکور کوبایی و اسپانیایی از کی وست، کوبا و نیویورک به این منطقه آمدند تا سالانه صدها میلیون سیگار تولید کنند. تولید محلی در سال ۱۹۲۹ به اوج خود رسید، زمانی که کارگران در شهر ایبور و غرب تامپا بیش از ۵۰۰ میلیون سیگار برگ «هاوانا شفاف» پیچیدند و این شهر لقب «پایتخت سیگار جهان» را به دست آورد. امروزه تنها یک شرکت ( شرکت سیگار جی. سی) در منطقه شهر ایبور سیگار تولید می‌کند.

## برگ تنباکو، ریشه در صنعت سیگار برگ
برگ تنباکو، اجزای اساسی و حیاتی صنعت سیگار برگ و دخانیات را تشکیل می‌دهد. این برگها از گیاه تنباکو به دست می‌آیند و در فرایند تهیه سیگار و تولید تنباکو دودی استفاده می‌شوند. برگ تنباکو یکی از مهم‌ترین عوامل در تعیین طعم و کیفیت سیگار است و انتخاب و استفاده از برگهای با کیفیت مستلزم دقت و شناخت بهترین گونه‌ها است.
برگ تنباکو معمولاً از گونه‌های مختلف گیاه تنباکو به دست می‌آید. این گونه‌ها بر اساس خصوصیات مختلفی نظیر طعم، رایحه، اندازه و پیچش متفاوت هستند. برگ تنباکو در مراحل مختلف رشد و برداشت، تحت فرآیندهای خاصی از جمله خشکاندن، برش و تصفیه می‌شود تا برای استفاده در تولید سیگار آماده شود.
تنوع زیاد در برگ‌های تنباکو امکان انتخاب بر اساس ترجیحات ذائقه فراهم می‌کند. برگ‌های تنباکو ممکن است از نظر کیفیت و خصوصیات دود، تنوع‌های مختلفی داشته باشند. از طرف دیگر، تخصصی‌ترین تجارت برگ تنباکو در کشورهایی نظیر کوبا، جاپان و کارولینا شمالی انجام می‌شود.
اهمیت برگ تنباکو در تولید سیگار و صنعت دخانیات، موضوعاتی از قبیل تأثیرات زیان‌آور سیگار بر سلامت، برندهای معروف و محبوب در این حوزه و نحوهٔ کشت و فرآوری تنباکو، اموری هستند که نیاز به بررسی دقیق و جامع دارند.

## گشتی در دنیای رنگارنگ سیگار برگ، انواع سیگار برگ[۲۲]
سیگار برگ، دنیایی جذاب و پویا را به ارمغان می‌آورد که هر ذره آن مملو از تنوع طعم و عطرها است. این محصول مختلف، بر اساس اندازه، شکل و نوع پیچش، دارای طیف وسیعی از خصوصیات می‌باشد که تجربه دود کردن را برای علاقمندان به سیگار برگ یک تجربه منحصر به فرد می‌سازد. اندازه‌های مختلفی از سیگار برگ، از نازک تا ضخیم، به افراد این امکان را می‌دهد تا بر اساس ترجیحات خود، انتخابی که بهترین به ذائقه شان می‌پردازد، داشته باشند.

### سیگار برگ درچه اندازه‌هایی تولید می‌شود؟!
- کوچک (Cigarillos): این نوع سیگار، اندازه کوچکی دارد و برای دود کردن در زمان‌های کوتاه مناسب است.
- متوسط (Panatelas): این نوع سیگار، اندازه متوسطی دارد و برای دود کردن در زمان‌های ۱۵ تا ۳۰ دقیقه مناسب است.
- بزرگ (Churchills): این نوع سیگار، اندازه بزرگی دارد و برای دود کردن در زمان‌های بیش از ۳۰ دقیقه مناسب است.

### دسته‌بندی سیگار برگ بر اساس شکل
- Corona: این نوع سیگار، بدنه‌ای صاف و یکنواخت دارد و به دلیل طعم ملایم و دود ملایم، برای افراد مبتدی مناسب است.
- Robusto: این نوع سیگار، بدنه‌ای ضخیم و کوتاه دارد و طعم و دود قوی‌تری نسبت به Corona دارد.
- Toro: این نوع سیگار، بدنه‌ای ضخیم و بلند دارد و طعم و دود قوی و غلیظی دارد.
- Figurado: این نوع سیگار، شکل‌های فانتزی و متنوعی دارد و برای افراد باتجربه و علاقه‌مند به طعم‌های خاص مناسب است.

### انواع پیچش سیگار برگ
- Tripa Corta: این نوع سیگار، با استفاده از تکه‌های کوتاه برگ تنباکو پیچیده می‌شود و طعم ملایم و دود خنک‌تری دارد.
- Tripa Larga: این نوع سیگار، با استفاده از برگ‌های کامل تنباکو پیچیده می‌شود و طعم قوی و دود گرم‌تری دارد.

### راهنمایی برای انتخاب سیگار برگ مناسب
- سطح تجربه: اگر مبتدی هستید، سیگار برگ‌های کوچک و ملایم مانند Corona را انتخاب کنید.
- زمان دود کردن: اگر زمان محدودی دارید، سیگار برگ‌های کوچک یا متوسط را انتخاب کنید.
- طعم و عطر: سیگار برگ‌ها طیف وسیعی از طعم‌ها و عطرها را دارند. سیگار برگی را انتخاب کنید که طعم و عطر آن را دوست دارید.
- بودجه: سیگار برگ‌ها در قیمت‌های مختلف عرضه می‌شوند. سیگار برگی را انتخاب کنید که با بودجه شما متناسب باشد.

### نکاتی برای انتخاب سیگار برگ
- به رنگ سیگار توجه کنید. باید رنگی قهوه‌ای روشن و یکنواخت داشته باشد.
- به رطوبت سیگار توجه کنید. باید کمی مرطوب باشد.
- به بوی سیگار توجه کنید. باید بوی تنباکو و طعم دهنده‌های طبیعی را بدهد.

## هنر دود کردن سیگار برگ، نکات و تکنیک‌ها[۲۲]
دود کردن سیگار برگ، هنری ظریف و لذت‌بخش است که نیازمند صبر و حوصله و دقت دارد. در این بخش، به آموزش صحیح برش و روشن کردن سیگاربرگ، شرح تکنیک‌های صحیح دود کردن سیگاربرگ و ارائه نکاتی برای ارتقای تجربه دود کردن سیگاربرگ می‌پردازیم.

### برش سیگار برگ
- برش سیگار برگ باید صاف و دقیق باشد.
- از کاتر مخصوص سیگار برگ برای برش استفاده کنید.
- برش را از قسمت تاج سیگار برگ انجام دهید.
- مراقب باشید که آن را له نکنید.

### روشن کردن سیگار برگ
- از کبریت یا فندک چوبی برای روشن کردن سیگار برگ استفاده کنید.
- به‌طور مستقیم روی شعله آتش نگیرید.
- به آرامی بچرخانید تا به‌طور یکنواخت روشن شود.

### تکنیک‌های دود کردن سیگار برگ
- دود سیگار برگ را به آرامی و عمیق به داخل دهان بکشید.
- دود را برای چند ثانیه در دهان نگه دارید و سپس آن را خارج کنید.
- بین هر پک، چند ثانیه صبر کنید.
- از پک زدن سریع و عمیق خودداری کنید.

### نکاتی برای ارتقای تجربه دود کردن سیگار برگ
- در محیطی آرام و بدون دود دود کنید.
- از نوشیدنی‌های مناسب مانند قهوه یا چای در کنار این سیگار استفاده کنید.
- با حوصله و دقت دود کنید و از طعم و عطر آن لذت ببرید.

### اشتباهات رایج در دود کردن سیگار برگ
- پک زدن سریع و عمیق
- نگه داشتن دود در ریه‌ها برای مدت طولانی
- دود کردن سیگار برگ در محیطی پر دود
- استفاده از نوشیدنی‌های نامناسب مانند نوشابه

## اندازه و شکل سیگار برگ
سیگار برگ را معمولاً بر اساس اندازه و شکل دسته‌بندی می‌کنند که به مجموع اندازه و شکل یک سیگار برگ، «ویتولا» ی آن سیگار گفته می‌شود.
سایز یک سیگار برگ را با اندازه حلقه‌اش (قطر لوله) و دیگر با طولش اندازه می‌گیرند. طول را با سانتی‌متر و میلی‌متر و همچنین با اینچ اندازه می‌گیرند و اندازه حلقه را علاوه بر میلی‌متر و سانتی‌متر با یک شصت و چهارم یک اینچ اندازه می‌گیرند. (یعنی اگر یک سیگار برگ حلقه‌اش ۴۸ باشد یعنی قطرش ۴۸/۶۴ ام یک اینچ است یعنی ۱۹ میلی‌متر)

### سیگار پاره جو
معمول‌ترین شکل برای سیگار پاره‌جو است که گاهی “کوروناً هم نامیده می‌شود. کورونا را سابقاً معیار قرار می‌دادند و بقیه شکل‌ها را با آن می‌سنجیدند (مثلا گفته می‌شود کورونا دوبل یا نیم کورونا).
سیگارهای پاره جو بدنه‌ای استوانه‌ای دارند و ابتدا و انتهایشان یک سایز است، یک سرش باز و یک سرش بسته می‌ماند. طرف بسته را باید باز کرد که سه روش عمده برای باز کردنش وجود دارد. یا با کاتر می‌برند یا مثل V باز می‌کنند یا با دستگاه مخصوص برش درونش ایجاد می‌کنند که می‌توانید دراین مقاله اطلاعات دقیق‌تری در این باره پیدا کنید.

### سیگار فیگورادو
سیگارهایی که اشکال خاص و گاه منحصر به فردی داشته باشند همه تحت نام فیگورادو جمع می‌شوند. معمولاً قیمتشان بیشتر از پاره‌ژوها است احتمالاً به خاطر سختی تولیدشان.
در قرن نوزدهم میلادی سیگارهای فیگورادو بیشترین محبوبیت را داشتند حتی بیشتر از پاره‌ژوها ولی از دهه ۱۹۳۰ به بعد کم‌کم از محبوبیتشان کاسته شد. تا اینکه اخیراً دوباره کمی سر زبان‌ها افتاده و محبوبیت دوباره‌ای یافته‌اند و تولیدکنندگان سراغش رفته‌اند. تا جایی که برند کوبایی “کواباً فقط سیگارهای فیگورادو تولید می‌کند.

### سیگاریلو
سیگاریلو، به سیگارهای ماشین پیچی گفته می‌شود که از عموم سیگاربرگ‌ها کوچک‌تر هستند و بزرگ‌تر از سیگارت‌های پاکتی. سایز و اندازه اش تقریباً به پاناتلا شبیه است و کمی کوچکتر از آن. و مثل چروت‌ها.
سیگاریلوها معمولاً فیلتر ندارند ولی گاهی در انتهایشان تکه‌ای چوبی یا پلاستیکی قرار داده می‌شود. از کاغذ برای پیچیدن سیگاریلو استفاده نمی‌شود ولی برای پر کردنش از خرده تنباکو استفاده می‌شود و مانند سیگاربرگ لانگ فیلر نیست که برگ کامل پیچیده شود. دود سیگاریلوها را هم معمولاً در دهان نگه می‌دارند و به ریه نمی‌دهند هرچند برخی خلاف آن عمل می‌کنند!

## برندهای مشهور
- فلیس (phillies)
- کینگ ادوارد (king edward)
- لوئیس مارتینز (Luis Martinez)
- بک وودز (backwoods)
- جولیوس سزار (Julius Caesar)
- کولومبوس (culombus)
- ویلیجر (villiger)
- منته کریستو (montecristo)
- کوهیبا (cohiba)
- مهاریس